# 任薩姆
任薩姆（英語：Isabel Ingram (Mayer)；1902年3月7日—1988年）是清朝末代皇后婉容的家庭教師，來自美國。她護照上的中文名是梅愛德與梅邇夫人。

## 早年生平
她生於1902年3月7日，出生在北京，她的父親詹姆士·亨利·英格朗是一名公理會傳教士，她是由她父親與第二位妻子莫桃·貝爾·英格朗所生。她的護照與紐約時代雜誌的一篇文章都說明了，她有兩位姊妹，米蘭·英格朗與羅絲·英格朗。其他兄弟姊妹有，凱薩琳·英格朗，羅伯·英格朗與路易斯·英格朗。

## 紫禁城
任薩姆曾擔任中國末代皇后婉容的家庭教師。她教導婉容期間，居住在紫禁城內，皇帝溥儀於1922年與婉容結婚。
任薩姆在1922年畢業於麻薩諸塞州衛斯理鎮的衛斯理學院，同年，她返回中國，並且開始教導皇后婉容。

## 學術著作
在1927年至1929年期間，她撰寫了兩篇文章在 Bulletin of the Pennsylvania Museum（賓州博物館期刊），而這兩篇文章反映了她對中國藝術與文化的興趣；一篇是《A Scroll of the Eight Views by Chang Lung Chang》，另一篇是《The Siren Collection of Chinese Sculpture》。

## 護照內容
根據她個人所擁有的美國護照，假如她本人在中國當地有任何意外或是死亡，她希望北京協和醫學院通知她的姊妹羅絲·英格朗處理她的喪葬事宜。
在她的護照上，還有特別的註明，“往美國的途中，旅遊路線可允許行經大英帝國所屬的各大港口，埃及，巴勒斯坦以及英國本土。大英帝國領事館於北京，1927年2月23日”。另外，可以發現到，在1927年4月12日時，護照有英屬錫蘭港口警察的海關戳印。此外，還有其他地區的海關戳印，包括義大利，新加坡，希臘以及塞得港。在1928年，她返回中國。她的父親死於1934年，在此同時，她與她的丈夫正居住在馬里蘭州艾居伍鎮，她的丈夫威廉·梅爾任職美國陸軍軍官上尉。在歷史上，她是20世紀中國啟蒙的見證者之一。